# 南江乡 (遂川县)
南江乡，是中华人民共和国江西省吉安市遂川县下辖的一个乡镇级行政单位。

## 行政区划
南江乡下辖以下地区：
南江村、沙美村、中顺村、樟溪村、石鼓村和南洞村。